# Mar Abris
Mar Abris zwany również Abrozjuszem i Abryzjuszem, był legendarnym biskupem Seleucji – Ktezyfonu w Persji, które to stanowisko według tradycji miał sprawować między 121 a 137 rokiem. Tradycja głosi, iż pochodził z rodziny Świętego Józefa, męża Marii z Nazaraetu.  
Mimo iż część uczonych, na przykład J. M. Fiey, jeden z najwybitniejszych znawców dziejów Kościoła Wschodu, podaje w wątpliwość jego istnienie, to nadal jest on umieszczany na liście patriarchów. Fiey twierdzi, że postać Mar Abrisa została wymyślona w VI wieku w celu zapełnienia luki między legendarnym Mari uznawanym za ojca kościoła perskiego a Mar Papą bar Gaggią, pierwszym historycznie potwierdzonym biskupem Seleucji- Ktezyfonu. 

## Życie
XII-wieczna historia kościelna autorstwa nestoriańskiego pisarza Mariego mówi o nim:  

Mar Abris, Żyd z rodziny Józefa cieśli, męża Świętej Matki Chrystusa, został wybrany przez Szymona, syna Kleofasa, biskupa Jerozolimy. Był znany ze swej wstrzemięźliwości i uczciwości. Mówi się, że po śmierci apostoła Mari ludzie nie mogli dojść do porozumienia kto powinien objąć po nim tron biskupi; po tym jak postanowili poprosić Boga aby wskazał najbardziej cnotliwego wśród nich, kilku świętych mężów miało sen w którym mężczyzna wzywał ich do wyboru Abrisa, ale oni nie wiedzieli kim on jest. Wówczas wizja powtórzyła się ukazując im że będzie to człowiek który zawita do ich kościoła z prośbą o błogosławieństwo. Gdy go zobaczyli, natychmiast zrozumieli że to on. Przyznali mu natychmiast wszystkie godności kapłańskie i wysłali go na wschód. Był on człowiekiem przykładnej cnoty, wspierającym ubogich, skorym do czynienia dobra i odrzucającym bogactwa świata. Dobierał on sobie jedynie tych którzy dorównywali mu w czystości. Odszedł do Królestwa Bożego po 16 latach przewodzenia swym wiernym.

Kolejnym źródłem, w którym pojawia się wzmianka dotycząca Mar Abrisa, to Chronicon Ecclesiasticum Bar Hebraeusa. Autor opisując życie Mar Abrisa użył w jednym fragmencie dwóch różnych imion w stosunku do jego osoby (Abrozjusz i Abryzjusz). Ta część jego działa jest dosyć zagadkowa dla historyków, gdyż Bar Hebraeus zwykł wykorzystywać dzieło Mariego, gdy pisał o żywotach patriarchów, tymczasem podane przez niego informacje różnią się od tego starszego o stulecie źródła, co wskazuje, że mógł on korzystać z jakiegoś nieznanego współczesnej nauce autora.    

Po Mari jego uczeń Abrozjusz. Jego mistrz Mari wysłał go do Antiochii w celu dowiedzenia się jak ma się tamtejsza wspólnota. Po śmierci błogosławionego Mari wierni ze wschodu posłali do Antiochii z prośbą o wyznaczenie nowego biskupa. Tamtejsza wspólnota zadecydowała, że będzie nim Abrozjusz i wysłała go z powrotem aby objął tron biskupi po swoim nauczycielu. Przewodził więc wiernym przez 17 lat aż do swojej śmierci. Niektórzy mówią, że miejsce jego pochówku jest nieznane, ale w rzeczywistości jego doczesne szczątki spoczywają w kościele w Seleucji. O tym Abryzjuszu mówi się, że pochodził z rodziny Świętego Józefa cieśli.